# Igor Tsvirko
Igor Guennadievitch Tsvriko (en russe : Игорь Геннадьевич Цвирко), né à Odintsovo dans l'oblast de Moscou (URSS) le 25 août 1989, est un danseur classique russe, premier danseur (équivalent d'étoile en France) du ballet du Théâtre Bolchoï depuis 2022.

## Biographie
Igor Tsvirko entre dans la troupe du ballet du Théâtre Bolchoï de Moscou en 2007, immédiatement après avoir été diplômé de l'Académie de chorégraphie de Moscou.
Après avoir dansé une vaste gamme de rôles mineurs durant ses cinq première années dans la troupe, il est promu en 2013 au rang de soliste et compte dans son répertoire des rôles comme l'idole de bronze de La Bayadère et Mercutio dans Roméo et Juliette de Prokofiev; la même année il fait ses débuts comme invité à la Royal Opera House dans Jewels de George Balanchine. Igor Tsvirko est nommé premier soliste à la saison suivante et il commence à danser de grands rôles comme Bazile dans Don Quichotte (chorégraphie de Marius Petipa révisée par Iouri Grigorovitch), Conrad dans Le Corsaire, Albrecht dans Giselle et le prince dans Casse-Noisette de 2014 à 2016,. Il a pour répétiteur le fameux Alexandre Vetrov. 
En 2017, il danse le rôle de Mercutio pour la première de Roméo et Juliette dans la version d'Alexeï Ratmansky et Spartacus dans la version de Iouri Grigorovitch. Il élargit sont répertoire en 2019 avec du ballet contemporain, comme par exemple Leonte du ballet The Winter's Tale de Christopher Wheeldon, et des rôles classiques comme l'oiseau bleu de La Belle au bois dormant. Il a été primé deux fois pour le Masque d'or, reconnaissance suprême du théâtre russe.
Igor Tsvirko est promu au rang de premier danseur (équivalent à étoile en France) du Bolchoï en janvier 2022 dans la même promotion que l'Italien Jacopo Tissi.

## Distinctions
- 2013 — Médaille d'argent pour le XIIe concours international des artistes de ballet (Moscou)
- 2016 — Meilleur danseur du mois de la revue Dancing Times Magazine
- 2017 — Prix «Esprit de la danse»  dans la catégorie «étoile»
- 2018 — Meilleur couple de danse au festival «Dance Open» avec Ekaterina Kryssanova
- 2017 — Masque d'or, catégorie «Meilleur rôle masculin» — le fugitif dans Ondine
- 2018 — Masque d'or, catégorie «Meilleur rôle masculin» — Mercutio dans Roméo et Juliette

## Vie privée
Il s'est marié en premières noces avec la ballerine Evguenia Svarskaïa, dont il a un fils. Il se remarie à l'été 2021 avec la première danseuse du Bolchoï, Kristina Kretova.

## Répertoire

### Théâtre Bolchoï
2007
- Rôle dans Class Concert (sur une musique d'Alexandre Glazounov, Anatoli Liadov, Anton Rubinstein, Dmitri Chostakovitch, chorégraphie d'Assaf Messerer)
- le professeur de danse (Cendrillon de Prokofiev, chorégraphie de Iouri Possokhov)
- Signor Pomidor (Cipollino de Karen Khatchatourian, chorégraphie de G. Mayorov)
- Valse finale et apothéose (Casse-Noisette de Tchaïkovski, chorégraphie de Iouri Grigorovitch)

2008
- Pas de six (participe à la première au Bolchoï), Gurn (La Sylphide, chorégraphie de Bournonville révisée par Kobborg)
- Alain (La Vaine Précaution de L. Herold, chorégraphie de Frederick Ashton)
- Maguedaveïa, danseur au tambour (La Bayadère de Minkus, chorégraphie de Petipa révisée par Grigorovitch)
- Couple en violet (Saisons russes, sur une musique de L. Dessiatnikov, chorégraphie de Ratmansky)

2009
- Mazurka (Coppélia de Léo Delibes, chorégraphie de Petipa et Ceccheti, nouvelle chorégraphie de Sergueï Vikharev)
- Bandit (Le Siècle d'or de Chostakovitch, chorégraphie de Grigorovitch)
- Harmoniste (Le Ruisseau lumineux de Chostakovitch, chorégraphie de Ratmansky)
- Quasimodo (Esmeralda de Cesare Pugni, chorégraphie de Petipa révisée par Iouri Bourlaka et V. Medvedev)

2010
- Danse marseillaise (Flammes de Paris de B. Assafiev, chorégraphie de Ratmansky revue par Vaïnonen)
- Ami de Tybalt (Roméo et Juliette de Prokofiev, chorégraphie de Grigorovitch)
- Arap (Petrouchka de Stravinsky, chorégraphie de Fokine révisée par Sergueï Vikharev)
- le Chat botté (La Belle au bois dormant, chorégraphie de Petipa révisée par Grigorovitch)
- quintet (Herman Schmerman de T. Willems, chorégraphie de Forsythe)

2011
- Florent (Esmeralda de Pugni, chorégraphie de Petipa révisée par Bourlaka et Medvedev)
- Rôle dans Chroma de J. Talbot, J. White (chorégraphie de McGregor): première au Bolchoï
- Rôle dans La Symphonie des psaumes sur une musique de Stravinsky (chorégraphie de Jiri Kylian): première au Bolchoï
- Quatre bergers (extrait de Spartacus, présenté en l'honneur de l'inauguration de la scène historique du Bolchoï)
- la fée Carabosse (La Belle au bois dormant)

2012
- la poupée russe (Casse-Noisette))
- quatre dandys (Aniouta de Gavriline, chorégraphie de V. Vassiliev)
- Danse des esclaves (Le Corsaire d'Adam, chorégraphie de Petipa révisée par Ratmansky et Bourlaka)
- Pas de trois dans Émeraudes (Ire partie de Jewels sur une musique de Gabriel Fauré, chorégraphie de George Balanchine: première au Bolchoï
- duo (Dream of Dream sur une musique de Rachmaninov, chorégraphie d'Elo)
- deux couples (Symphonie classique sur une musique de Prokofiev, chorégraphie de Possokhov)
- Première variation du pas d'action John Bull/Passiphonte (La Fille du pharaon de Cesare Pugni, chorégraphie de Pierre Lacotte d'après Petipa)
- les opritchniks (Ivan le Terrible sur une musique de Prokofiev, chorégraphie de Grigorovitch)
- Pas de deux (Giselle d'Adam, chorégraphie de Coralli, Jules Perrot, Marius Petipa révisée par Grigorovitch)
- le ramoneur (Moïdodyr de Podgaïts, chorégraphie de Smekalov)
- diable (Casse-Noisette)

2013
- l'idole d'or (La Bayadère)
- passants, jeu étrange, embryons (L'Appartement de Fleshquartet, chorégraphie de Mats Ek)
- Berger (Spartacus d'Aram Khatchatourian, chorégraphie de Grigorovitch)
- Mercutio (Roméo et Juliette)
- le bouffon (Le Lac des cygnes de Tchaïkovski, dans la seconde chorégraphie de Grigorovitch)
- Marco Spada, Peninelli (création au Bolchoï) (Marco Spada sur une musique d'Auber, chorégraphie de Pierre Lacotte d'après Joseph Mazilier)

2014
- Basile (Don Quichotte, de Minkus, chorégraphie de Petipa et Alexandre Gorski, révisée par Fadeïetchev)
- le comte N. (La Dame aux camélias sur une musique de Chopin, chorégraphie de John Neumeier)
- danse sarazine (Raymonda de Glazounov, chorégraphie de Petipa révisée par Grigorovitch)
- Hortensio (La Mégère apprivoisée de Chostakovitch, chorégraphie de Jean-Christophe Maillot): création au Bolchoï
- Philippe (Flammes de Paris)
- le bouffon, ami de Ferhad (La Légende de l'amour de Melikov, chorégraphie de Iouri Grigorovitch)

2015
- Laërte (Hamlet sur une musique de Chostakovitch, chorégraphie de Donnellan et Poclitar): création au Bolchoï
- danse des Rubis (IIe partie de Jewels sur une musique de Stravinsky, chorégraphie de Balanchine) — débute dans ce rôle dans la tournée du Bolchoï à Hong Kong
- Ferhad (La Légende de l'amour)
- le mauvais génie (Le Lac des cygnes, version revue par Grigorovitch)
- Petchorine (Un héros de notre temps, de Demoutski, chorégraphie de Possokhov, réal. K. Serebrennikov): création
- couple en rouge (Saisons russes)

2016
- Rôle dans le ballet Ensemble pour pas longtemps sur une musique de M. Richter et Beethoven (chorégraphie de Lightfoot et S. Leon), première au Bolchoï
- Conrad (Le Corsaire)
- Albert (Giselle, chorégraphie revue par Grigorovitch)
- le fugitif (Ondine, chorégraphie de Samodourov): création
- le danseur classique (Le Clair Ruisseau)
- Solor (La Bayadère)
- Abderakhman (Raymonda)
- le prince (Casse-Noisette)

2017
- Premiers (Études sur une musique de Carl Czerny, chorégraphie de Lander)
- Petruccino (La Mégère apprivoisée de John Cranko)
- Don José (Carmen suite, Georges Bizet et Rodion Chtchedrine, chorégraphie d'Alicia Alonso)
- Couple en rouge (Terre oubliée, Benjamin Britten, chorégraphie de Jiří Kylián)
- Spartacus (Spartacus, chorégraphie de Iouri Grigorovitch)
- Mercutio (Roméo et Juliette, chorégraphie de Ratmansky - création au Bolchoï dans cette version)

### Théâtre national d'opéra et de ballet de Hongrie
- le prince Danilo La Veuve joyeuse (chorégraphie de Ronald Hand)
- soliste The Vertiginous Thrill of Exactitude (chorégraphie de William Forsythe)
- Basile Don Quichotte (chorégraphie d'Alexandre Gorski révisée par Messerer)
- soliste Trois gnossiens (chorégraphie de Hans Van Manen)

### Théâtre Michel de Saint-Pétersbourg
- le prince Cendrillon (chorégraphie de Rostislav Zakharov revue par Mikhaïl Messerer)
- Spartacus Spartacus (chorégraphie de Gueorgui Kovtoun)